# Лейзевиц, Иоганн Антон
Иоганн Антон Лейзевиц (нем. Johann Anton Leisewitz; 9 мая 1752, Ганновер — 10 сентября 1806, Брауншвейг) — немецкий писатель и юрист.

## Биография
Лейзевиц вырос в семье виноторговца и провёл своё детство в Целле. Он изучал юриспруденцию в Гёттингенском университете в 1770—1774 годах. С 1775 года Лейзевиц обосновался в Брауншвейге, где работал юристом. В это время он состоял в переписке с Готхольдом Эфраимом Лессингом, Иоганном Иоахимом Эшенбургом, Якобом Мовильоном и др. 
В 1776 году Лейзевиц длительное время проживал в Берлине и там познакомился с Фридрихом Николаи. Весной того же года Лейзевиц представил Лессингу свою драму «Юлиус Тарентский», получившую высокую оценку и обеспечившую автору известность в качестве писателя. Драма «Юлиус Тарентский» стала одним из наиболее значимых произведений «Бури и натиска». 
В 1780 году Лейзеви посетил Гёте в Веймаре. Вероятно, по рекомендации Гёте Лейзевиц получил в 1786 году должность домашнего учителя будущего герцога Фердинанда Брауншвейгского. Спустя четыре года герцог пригласил Лейзевица в своё правительство.
В 1801 году Лейзевиц был повышен до звания тайного советника юстиции. В 54 года он умер, в своём завещании он распорядился уничтожить всё его литературное наследие, что было выполнено.